# Qinngeq
Qinngeq [ˈqiŋːɜ(q)] (nach alter Rechtschreibung K'íngeĸ; Kitaamiusut Qinngoq) ist eine wüst gefallene grönländische Siedlung im Distrikt Ammassalik in der Kommuneqarfik Sermersooq.

## Lage
Qinngeq liegt auf einer kleinen Landzunge, die von Westen aus in den zum Fjordsystem des Ammassaliip Kangertiva gehörenden Qoorneq hineinreicht, kurz bevor er sich in Qinngertivaq und Tasiilaq aufteilt. 12 km südsüdöstlich liegt mit Kuummiit der nächste bewohnte Ort.

## Geschichte
Qinngeq wurde 1952 besiedelt. Es lebten nie mehr als zehn Bewohner an dem kleinen Wohnplatz, der bereits 1958 wieder aufgegeben wurde.